# La Motte-Tilly
La Motte-Tilly je francouzská obec v departementu Aube v regionu Grand Est. V roce 2011 zde žilo 390 obyvatel.

## Vývoj počtu obyvatel
Počet obyvatel 